# Прогрессивный союз северных элементов
Прогрессивный союз северных элементов (англ. Northern Elements Progressive Union, NEPU) — первая политическая партия в Северной Нигерии. Основанный в Кано 8 августа 1950 года, союз стал ответвлением ранее существовавшего политического объединения под названием «Ассоциация прогрессивных элементов Севера». После предоставления региону в 1950-х годах самоуправления стал главной оппозиционной партией в Северной Нигерии. В Первой республике она поддерживала устойчивый союз с зикистским (возглавляемым Ннамди Азикиве) Национальным советом Нигерии и Камеруна против федеральных властей, где доминировал Северный народный конгресс.

## История
В конце 1940-х годов конституционная конференция (Конституция Ричардса) спровоцировала кризис в тогдашней Социально-культурной ассоциации Северной Нигерии (NPC). Консерваторы, стремившиеся защитить «северные традиции», не хотели вводить какие-либо преобразования в социально-культурной динамике региона, в то время как левые во главе с поэтом Сааду Зунгуром отстаивали форму радикальной модернизации, которую они называли демократическим гуманизмом. Это противостояние, в свою очередь, вызвало волну недовольства в левых кругах на Севере.
8 августа 1950 года на конференции левых и модернистов в Кано была обнародована Декларация Савабы — провозглашение политического фронта, призывавшего к социалистической революции в Северной Нигерии. Это стало непреходящим манифестом NEPU. Перевод оригинального документа на языке хауса на английский язык, выполненный Амину Кано, опубликованный партией в 1953 году, призывал «талакава» («простой народ») провести «классовую борьбу против правящего класса». Студенческое крыло партии под названием «Захар Хаку» включало в себя таких членов, как Абдуллахи Алию Сумаила.
После продолжительной внутрипартийной борьбы между Аббой Майквару и Амину Кано (тогда школьным учителем). Изменение поддержки от движения Муди Сипикина на съезде в Лафии в 1953 году привело к победе крыла Амину Кано. С тех пор в партийных структурах Амину Кано господствовал до 1964 года, когда те же радикалы, которые его поддерживали, выступили против него и создали параллельную структуру под названием «Организация свободы северных элементов» (Northern Elements Freedom Organisation). Хотя NEPU был распущен в 1966 году, Декларация Савабы восстановила свое влияние во время Второй республики с основанием Народной партии спасения (PRP), созданной левыми интеллектуалами, включая бывших членов NEPU.

## Известные члены
- Маллам Амину Кано
- Маллам Сааду Зунгур
- Маллам Магаджи Дамбатта
- Абдулкадир Данджаджи
- Хаджия Гамбо Саваба
- Танко Якасай
- Муди Сипикин
- Абдуллахи Алию Сумаила